# Ubbarpasjön
Ubbarpasjön är en sjö i Jönköpings kommun i Småland och ingår i Motala ströms huvudavrinningsområde. Sjön har en area på 0,0682 kvadratkilometer och ligger 215 meter över havet.

## Delavrinningsområde
Ubbarpasjön ingår i det delavrinningsområde (639472-140502) som SMHI kallar för Namn saknas. Medelhöjden är 225 meter över havet och ytan är 39,89 kvadratkilometer. Det finns inga delavrinningsområden uppströms utan avrinningsområdet är högsta punkten. Lillån som avvattnar avrinningsområdet har biflödesordning 3, vilket innebär att vattnet flödar genom totalt 3 vattendrag innan det når havet efter 233 kilometer. Delavrinningsområdet består mestadels av skog (58 %), jordbruk (13 %) och sankmarker (18 %). Avrinningsområdet har 0,19 kvadratkilometer vattenytor vilket ger avrinningsområdet en sjöprocent på 0,5 %.